# 钠钡长石
钠钡长石（英語：Banalsite）是一種稀有的鋇鈉鋁硅酸盐矿物，钠钡长石是屬於長石族的网硅酸盐矿物。方鈉石及其鍶類似物钠锶长石（Stronalsite，SrNa
2Al
4Si
4O
16）構成了一個固溶體系列。此外與钠鈣长石（Lisetite，CaNa
2Al
4Si
4O
16）之間也形成固溶體系列。
钠钡长石於1944年在威爾斯Gwynedd（Caernarvonshire）Lleyn Peninsula 的Rhiw以及Llanfaelrhys的Benallt礦區首次發現。該名稱源自其成分的化學符號钡（Ba）、钠（Na）、铝（Al）和硅 (Si) 所組成的字首縮寫詞。

## 產狀
钠钡长石产于穿插锰矿的细脉中和变质泥岩的透镜体中，可与副钡长石在同一锰矿床分佈。
已知伴生礦物有锰橄榄石、重晶石和方解石。

### 產地
南非開普敦的Kalahari錳田，俄羅斯西伯利亞東薩彥嶺Zhidoy地塊的霞石正長岩，加拿大安大略省西北部 uperior Alkaline Province的鹼性岩石和碳酸鹽岩的Prairie Lake複合體，俄羅斯西北部科拉半島的Sakharjok鹼性雜岩體（Gremyakha-Vyrmes超鹼性雜岩體、超鎂鐵質-鹼性岩石和碳酸鹽岩的Turiy Mys雜岩體）。